# Circles
〈Circles〉是美國饒舌歌手波兹·马龙的歌曲，收錄在他第三張錄音室專輯《血染好萊塢》，於2019年9月3日由聯眾唱片作為專輯第三支單曲發行。從2019年11月30日開始，歌曲連續三週高踞美國《告示牌》百大單曲榜榜首，成為馬龍的第四支冠軍單曲，並讓他首度以獨唱之姿奪下該榜冠軍。另外，歌曲還躋身冰島、馬來西亞、紐西蘭一位，以及比利時、芬蘭、立陶宛和荷蘭等國排行榜的前十位。在第63屆格萊美獎上，〈Circles〉獲得「年度歌曲」和「年度製作」二獎提名。

## 背景和詞曲
2019年8月5日，馬龍在美國紐約百威淡啤酒吧（Bud Light Dive Bar）巡演中首次現場演唱〈Circles〉，並透露單曲即將在下週發行。同日，歌曲片段被上傳至馬龍的YouTube頻道。8月7日，他登上脫口秀節目《吉米A咖秀》，在訪談中播放了一小段歌曲。
〈Circles〉是一首緩拍的流行搖滾歌曲，由憂鬱的旋律及和緩的旋味構成，並帶有「讓人強迫跟著唱」的副歌。歌曲以C大調創作，速度達到每分鐘120拍，並由Cmaj7–Em/B–Fmaj7–Fm和Cmaj7–Em/B–Fmaj7–G6的和弦進行交織而成。

## 音樂錄影帶
錄影帶由科林·蒂利負責執導，於2019年9月3日發布。片中馬龍扮演一名身穿盔甲的騎士，徘徊於遭到戰火蹂躪的鄉村，並被一個沒有嘴巴的陌生女人用魔鏡注視著。截至2022年5月，錄影帶在YouTube上的觀看次數已超過4.6億。

## 認證
| 地區                               | 认证    | 认证单位/销量 |
| ---------------------------------- | ------- | ------------- |
| 澳大利亚（澳大利亚唱片业协会）     | 6× 白金 | 420,000‡      |
| 奥地利（國際唱片業協會奧地利分會） | 白金    | 30,000‡       |
| 比利时（比利時唱片音樂協會）       | 白金    | 20,000‡       |
| 巴西（巴西唱片業協會）             | 3× 白金 | 120,000‡      |
| 加拿大（加拿大音乐协会）           | 9× 白金 | 720,000‡      |
| 丹麦（國際唱片業協會丹麥分會）     | 白金    | 90,000‡       |
| 法国（法國唱片出版業公會）         | 金      | 100,000‡      |
| 德国（聯邦音樂產業協會）           | 金      | 200,000‡      |
| 意大利（意大利音乐产业联盟）       | 白金    | 50,000‡       |
| 新西兰（新西兰唱片音乐协会）       | 3× 白金 | 90,000‡       |
| 葡萄牙（葡萄牙唱片業協會）         | 2× 白金 | 20,000‡       |
| 西班牙（西班牙音樂製作協會）       | 金      | 20,000‡       |
| 英国（英国唱片业协会）             | 白金    | 600,000‡      |
| 美国（美國唱片業協會）             | 5× 白金 | 5,000,000‡    |
| ‡僅含認證的+實際銷量               |         |               |